# Aichstetten
Aichstetten – miejscowość i gmina w Niemczech, w kraju związkowym Badenia-Wirtembergia, w rejencji Tybinga, w regionie Bodensee-Oberschwaben, w powiecie Ravensburg, wchodzi w skład wspólnoty administracyjnej Leutkirch im Allgäu. Leży w regionie Allgäu, pomiędzy Leutkirch im Allgäu a Memmingen, ok. 3 km od autostrady A96.

## Współpraca
Miejscowość partnerska:
- Großröhrsdorf, Saksonia